# Elecciones presidenciales del Perú de 1912
Las elecciones presidenciales del Perú de 1912 dieron a Guillermo Billinghurst como el ganador. Tras la anulación de las elecciones ocurridas el 25 y 26 de mayo al no llegar al tercio mínimo necesario debido al boicot y piquetes organizados por el Partido Demócrata en Lima, Arequipa y Huaraz, el Congreso eligió a Billinghurst como Presidente de la República Peruana para el periodo 1912-1916.
Su mandato como presidente comenzó el 24 de septiembre de 1912, luego de finalizar el primer mandato de Augusto Leguía quien había ganado las elecciones de 1908.
Billinghurst fue depuesto en su cargo debido a un golpe de Estado militar encabezado por el entonces coronel Óscar Benavides, motivo por el cual se realizaron las elecciones de 1915.

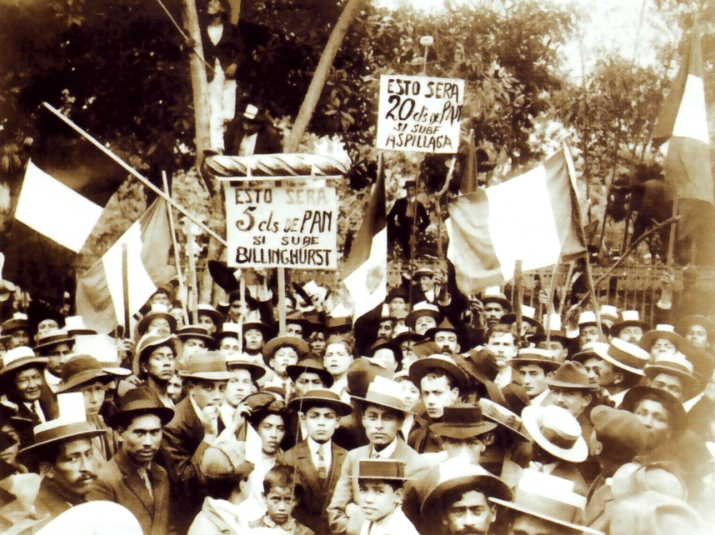
Manifestación popular a favor de Billinghurst en la Alameda de los Descalzos (1912).